# RPWL

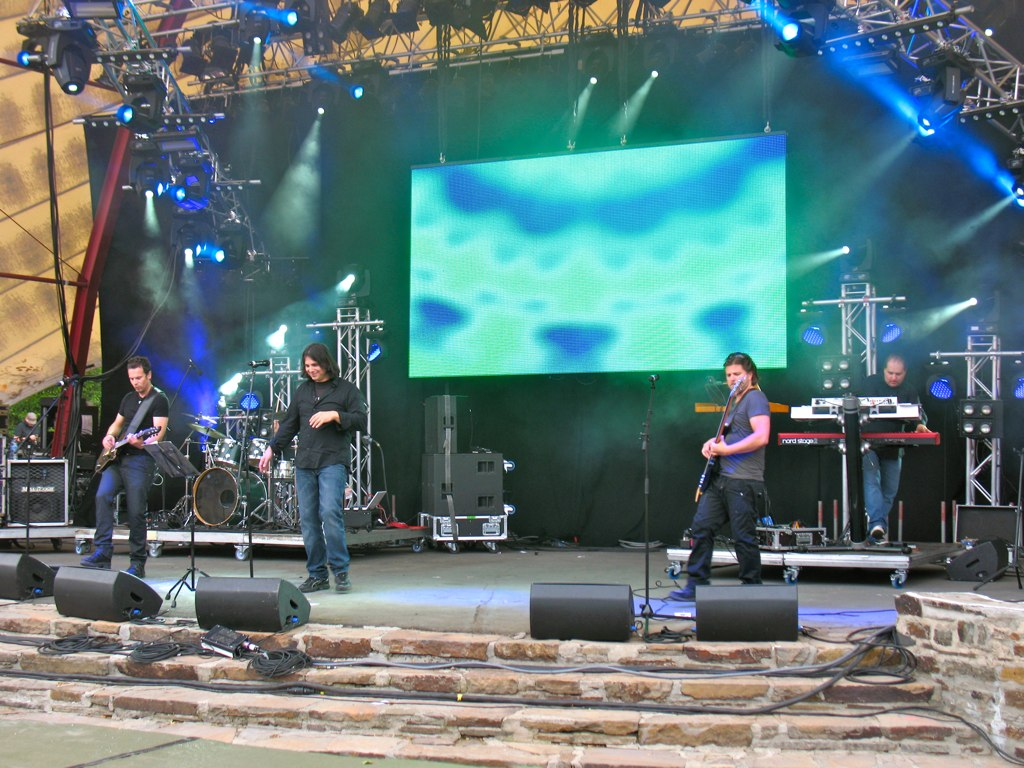
RPWL in 2011

RPWL is een Duitse progressieve rockband. 
RPWL uit Freising, Beieren komt voort uit de band Violet District. In 1997 krijgt de band haar definitieve naam en speelt ze in eerste instantie muziek van hun voorbeeld Pink Floyd. De naam van de band is gevormd uit de beginletters van de achternamen van de musici Phil Paul Rissettio, Chris Postl, Karlheinz Wallner en Jürgen "Yogi" Lang. Na drie jaar laten ze de covers los en komen met eigen composities op hun eerste cd God has failed. Het muziekalbum wordt binnen de progressieve rockbeweging zeer goed ontvangen, alhoewel men vraagtekens plaatst bij de hoeveelheid Pink Floyd-trekjes. Die trekjes blijken moeilijk weg te krijgen; album (2) geeft een iets ander geluid, maar Pink Floyd blijft aanwezig. In de loop der jaren ontwikkelt men steeds meer een eigen geluid, steeds is Pink Floyd aanwezig, maar verdwijnt meer en meer naar de achtergrond. Om hun achtergrond niet te verloochenen staat op (3) een cover van de compositie Opel van Syd Barrett, men speelde het altijd bij de soundcheck van hun concerten. 
In 2005 kwam met hun vierde album ook hun eerste single: Roses; het haalt nergens de hitlijsten. Zanger is Ray Wilson, die eerder zanger was bij Stiltskin en Genesis. Het vierde album is zo populair dat er zelfs een 5.1 versie op dvd verschijnt.
Hun eerste livealbum "Start the Fire"  laat opnieuw Ray Wilson horen op twee tracks; Roses en Not about Us, een compositie van Genesis’ album Calling All Stations; het enige album van Genesis met Wilson als zanger. Het wordt enige tijd stil rond de band; in 2007 komt Wallner onder de naam Blind Ego met een soloalbum: Mirror. 9 September 2007 komt de band met een internetalbum, genoemd "9"; geperst in 999 exemplaren, alleen via hun website te verkrijgen. Het album was snel uitverkocht. In 2008 volgt The RPWL Experience, opnieuw met Pink Floyd en Genesis-invloeden.
De band grijpt in 2010 het 10-jarig bestaan aan voor het uitbrengen van de dubbel-cd 'The Gentle Art Of Music'. Het eerste deel bevat een compilatie van studio-opnamen. Op de tweede CD zijn akoestische versies van ouder werk opgenomen. Aan de laatstgenoemde cd werd onder meer medewerking verleend door Ray Wilson, Tim Norris (van het London Symphony Orchestra) en Manu Delago.

## Discografie
- 1992/2000: Terminal breath onder de naam van Violet District (opnamen uit 1992 en 1996)
- 2000: God has failed
- 2002: Trying to kiss the sun (2002)
- 2003: Stock (bevat opnamen uit begintijd)
- 2005: World through my eyes
- 2005: Start the fire
- 2007: 9 (internetalbum)
- 2008: The RPWL Experience
- 2009: The RPWL Live Experience
- 2010: The gentle art of music
- 2012: Beyond man and time
- 2014: Wanted
- 2015: RPWL plays Pink Floyd
- 2017: A new dawn
- 2019: Tales from outer space
- 2021: God has failed - Live and personal
- 2023: Crime Scene

### Verzamelalbums
- 2000: Signs Of Life - Pink Floyd-Tribute Sampler, een track: Cymbaline
- 2001: More Relics - Pink Floyd-Tribute Sampler, een track: Fat Old Sun